# Silent Circle
«Sílent Circle» (рус. Тихий круг) — немецкая поп-группа, образованная в 1985 году школьными друзьями вокалистом Мартином Тихсеном, клавишником Акселем Брайтунгом, барабанщиком и гитаристом Юргеном Беренсом. Известна своей песней «Touch In The Night».

## История
Участники группы основали коллектив и впервые выступили в 1979 году, но после этого их пути разошлись. И лишь в 1985 году группа воссоединилась, чтобы записать дебютный альбом.
Первым альбомом группы стала пластинка «No. 1», выпущенная в 1986 году. Вслед за дебютным синглом группы — «Hide Away — Man Is Comin'!» (апрель 1985) ещё восемь песен из альбома были выпущены синглами. Среди них наибольшую популярность получили «Touch In The Night» (октябрь 1985) и «Stop The Rain In The Night» (декабрь 1985).
Вскоре после выхода альбома к группе присоединился Харальд Шефер, который заменял Брайтунга во время публичных выступлений, а Брайтунг полностью посвятил себя написанию новых песен.
В 1987 группу покидает и Юрген Беренс. В 1989 его место временно занимает Карстен Энгель.
В период с 1987 по 1993 годы группа поменяла три лейбла, выпустила четыре сингла и два сборника своих лучших песен (один из них был выпущен первым лейблом неофициально).
В 1993 году «Silent Circle» выпустили сингл «2Night», а в 1994 году состоялся релиз второго студийного альбома «Back!». Вскоре появились ещё два сингла, после чего группа приостановила свою деятельность, и о ней три года ничего не было слышно.
В 1997 году был выпущен очередной сборник хитов и альбом ремиксов, а в мае 1998 года вышел третий студийный альбом «Stories 'bout Love».
После очередного распада, продлившегося более 10 лет, воссоединение группы состоялось в 2012 году, на фестивале Авторадио «Дискотека 80-х» в Москве.

## Состав группы
- Мартин Тихсен — вокал (1985—наст. время)
- Харальд Шефер — клавишные (1987—1989, 1998—наст. время)
- Юрген Беренс — гитара, ударные (1985—1987, 1993—наст. время)

#### Бывшие участники
- Аксель Брайтунг — клавишные (1985—1986, 1993—1994, студийно в 1986—1989)
- Карстен Энгель — ударные (1989)

## Дискография

### Альбомы
- 1986 — «No. 1»
- 1994 — «Back!»
- 1998 — «Stories 'Bout Love»

### Синглы
- 1985 — «Hide Away — Man Is Comin'!»
- 1985 — «Touch In The Night» (Германия — #15, Швейцария — #16)
- 1986 — «Stop The Rain» (Германия — #29)
- 1986 — «Love Is Just A Word» (Германия — #43)
- 1986 — «Time For Love»
- 1986 — «D.J. Special-Mix»
- 1987 — «Danger, Danger»
- 1987 — «Oh, Don’t Lose Your Heart Tonight»
- 1987 — «Moonlight Affair» (Испания)
- 1987 — «Multimix» (Испания)
- 1989 — «What A Shame»
- 1989 — «I Am Your Believer»
- 1993 — «Touch In The Night»
- 1993 — «2Night»
- 1994 — «Every Move, Every Touch»
- 1994 — «Hit Mix (DJ Special Mega Mix)»
- 1995 — «Every Move, Every Touch» (Remix)
- 1998 — «Touch In The Night '98»
- 1998 — «One More Night»
- 1999 — «Night Train»
- 2000 — «I Need A Woman»
- 2001 — «Moonlight Affair 2001» (feat. MMX)
- 2018 — «2Night 1989»
- 2018 — «Every Move Every Touch»

### Сборники
- 1993 — «Best Of Silent Circle Volume II»
- 1997 — «Back II»
- 1998 — «Touch In The Night (Limited Edition)» (2 CD) (Филиппины)
- 2000 — «Their Greatest Hits Of The 90’s»
- 2010 — «25 Years — The Anniversary Album»
- 2010 — «Hits & More» (Венгрия)
- 2014 — «The Original Maxi-Singles Collection»
- 2018 — «Chapter Euro Dance»
- 2018 — «Chapter 80's — Unreleased Songs»
- 2018 — «Chapter Italo Dance — 2 Part Unreleased Songs»
- 2024 — «The Second: Singles 1985-1989»